# Treasure Coast Tritons
Treasure Coast Tritons, anteriormente conhecido como South Florida Surf e North County United, é uma agremiação esportiva da cidade de Port St. Lucie, Flórida.  Atualmente disputa a Premier Development League.

## História
O clube foi anunciado como franquia de expansão da PDL em janeiro de 2016. Em 2017 disputa a Lamar Hunt U.S. Open Cup. 

## Estatísticas

### Participações
|  | Participações em 2017 |

| Competição     | Competição               | Temporadas | Melhor campanha     | Estreia | Última | P | R |
| Estados Unidos | Lamar Hunt U.S. Open Cup | 1          | Segunda Fase (2017) | 2017    | 2017   |   | – |

## Símbolos

### Escudo
| Evolução do Escudo do North County United | Evolução do Escudo do North County United | Evolução do Escudo do North County United | Evolução do Escudo do North County United | Evolução do Escudo do North County United | Evolução do Escudo do North County United | Evolução do Escudo do North County United | Evolução do Escudo do North County United | Evolução do Escudo do North County United |
| 2016 – 2018                               | 2018 – Atual                              |                                           |                                           |                                           |                                           |                                           |                                           |                                           |
| ----------------------------------------- | ----------------------------------------- | ----------------------------------------- | ----------------------------------------- | ----------------------------------------- | ----------------------------------------- | ----------------------------------------- | ----------------------------------------- | ----------------------------------------- |